# Charles Fournel
Charles Théodore Fournel (* 24. März 1817 in Metz; † 14. Juni 1869 in Tournon-sur-Rhône) war ein französischer Dichter, Sprachlehrer und Übersetzer.

## Leben
Charles Théodore Fournel wurde als Sohn von Henry Fournel (1781–1836), eines aus Génicourt bei Verdun stammenden Beamten der Militärverwaltung, und der Anne Marie, geb. Muntrel, in Metz geboren. Er besuchte das Lycée wie sein Bruder Dominique Henry Louis Fournel (1813–1846), der sich den Naturwissenschaften widmete und Nachfolger von Jean Jacques Holandre als Professeur de l'histoire de la nature an der Universität Metz und Mitglied der Académie Metz wurde. Eine Schwester Eugénie war Schülerin des Malers Charles-Laurent Maréchal (1801–1887) und stellte seit 1833 Porträts und Stillleben aus. Sie heiratete am 14. Februar 1855 in Metz den Maler Joseph Laurent Pelletier. 1820 kam noch eine jüngere Schwester Marie Pauline Fournier hinzu.
Ein in Paris begonnenes Studium musste Charles Théodore abbrechen, als sein Vater 1836 starb. Um seinen Lebensunterhalt zu verdienen, wurde er Sekretär beim Gesandten Archibald von Keyserlingk (1785–1855), der Fournel auf mehrere Reisen und zuletzt nach Berlin mitnahm. Eine Verehelichung mit seiner Tochter Rosa Pauline Adolphine (1820–1845), der Archibald von Keyserlingk schon zugestimmt hatte, wurde durch Einsprache von dessen Schwager verhindert, und sie heiratete 1844 Karl Gustav Adolf Krockow von Wickerode.
Mitte der 1830er-Jahre hielt sich Fournel in Halle auf, wo er im Haus des seit 1834 hier beheimateten Dichters Friedrich de la Motte Fouqué lebte. Fouqué gegenüber gab er sich als spanischer Edelmann aus, der drei Jahre auf Seiten Karls V. im spanischen Bürgerkrieg gekämpft habe, und nannte sich „Fournel de Génicourt“. Der durch preußische Spitzel aktenkundig gewordenen außerehelichen Beziehung mit Fouqués dritter Ehefrau, Albertine, geb. Tode (1806–1876), sollen die spät geborenen Söhne Karl Friedrich Wilhelm (* 29. Oktober 1839 in Halle; † 15. Oktober 1874 in Charlottenburg) und Friedrich Wilhelm Waldemar de la Motte Fouqué (* 29. Januar 1843 in Berlin; † 22. Dezember 1921 in Hannover) entstammen. 1839 widmete Fournel seiner Geliebten seinen ersten Gedichtband Ombres et Rayons.
Im August 1839 wurde Fournel als der Spionage verdächtig aus Preußen ausgewiesen und ging nach Frankfurt am Main, wo er Vorträge über französische Literaturgeschichte hielt und auch Vortragsreisen unternahm.
1844 wurde Fournel in Berlin auf Vermittlung von Alexander von Humboldt an den preußischen Königshof berufen, wo er dreizehn Jahre lang als Französischlehrer tätig war. Er unterrichtete von 1840 bis 1850 den Prinzen Friedrich Wilhelm Nikolaus Karl, späteren Kaiser Friedrich III., Sohn des Friedrich Wilhelm IV., sowie dessen Cousine Luise Marie Elisabeth, einzige Tochter des späteren Kaisers Wilhelm I. und später Großherzogin von Baden. Ein Liebesverhältnis mit einer der Prinzessinnen führte das Ende der Anstellung herbei. Am 8. November 1853 sandte Friedrich seinem ehemaligen Lehrer aus Potsdam eine Diamantnadel. Noch 1878 dankte der Kronprinz dem Schriftsteller Henri-Frédéric Amiel für eine Nachlass-Edition der Dichtungen Fournels, „dieses ausgezeichneten Mannes und talentierten Dichters und Künstlers, [...] eines Mannes von Herz und von großen Anlagen, dem ich stets ein Andenken wärmster Freundschaft bewahren werde“.
Im Juli 1853 heiratete Fournel die 23-jährige Marie Pauline Eyrich (* 24. Februar 1830), Tochter des Chirurgen Ernst August Eyrich aus Schlawe in Pommern. Mit ihr kehrte er nach Frankreich zurück, wo er sich um Anstellung als Deutschlehrer bemühte. Er ging zunächst nach Metz, wo sein Sohn Charles Henry Eugène Fournel (* 10. Oktober 1854) zur Welt kam. Die Familie lebte bei seiner Schwester, Madame Pelletier. Fournel wurde Mitarbeiter des L'Independant de la Moselle und der Zeitschrift L'Union des arts. Revue littéraire et artistique. 1855 leitete er die preußische Abteilung bei der Pariser Weltausstellung.
Am 3. Oktober 1856 wurde Fournel als Dozent für deutsche Sprache am Lycée von Tournon-sur-Rhône bestellt. In dieser Zeit war er bereits korrespondierendes Mitglied der Académie de Génève. In den 1860er-Jahren freundete er sich mit seinem Lehrerkollegen Stéphane Mallarmé an, der zu dieser Zeit in Tournon Englisch unterrichtete. Diese Freundschaft soll auch das Gedicht Sainte von Mallarmé inspiriert haben, das einer gemeinsamen Freundin, Cécile Brunet in Avignon gewidmet war.
In Frankreich gab Fournel eine von deutschen Märchen inspirierte Sammlung von Gedichten unter dem Titel Les Légendes dorées heraus, die er der badischen Großherzogin Luise widmete. Er übersetzte mehrere Balladen von Ludwig Uhland und ergänzte die Übersetzung von Fouqués Undine, die Albertine de la Motte-Fouqué besorgt hatte, mit Kommentaren für das französische Publikum.
In Tournon-sur-Rhône erlag Fournel nach mehreren vergeblichen Badekuren in Vals an der Ardèche am 14. Juni 1869 einem Leber- und Magenleiden. Er wurde auf dem Friedhof von Tournon neben seiner früh verstorbenen Tochter Adrienne Marie Elisabeth (* 25. September 1856 in Orléans; † 23. Oktober 1857 in Tournon) beigesetzt.

## Ehrungen
- Im April 1863 erhielt Fournel vom preußischen König den Königlichen Kronen-Orden vierter Klasse.[6]

## Werke
- Ombres et Rayons. Poésies. Wilmans, Frankfurt am Main 1840.
- Ballades et lais, avec une préface de Paul Ackermann. A. Asher & Co., Berlin; P. Mascagna, Paris 1844 (Web-Ressource).
- Poésies. Behr, Berlin; Renouar, Paris 1848.
- (Mitarbeit) Ondine. Nouvelle par le Baron Frédéric de la Motte Fouqué. Édition speciale pour la France. Avec des notes explicatives. Ferdinand Dümmler, Berlin 1855.
- Les folles images. Caricatures. Houn, Paris 1859.
- Les Légendes dorées. Aubry / Durand, Paris 1862 (Web-Ressource).
- Essais dramatiques, précédés d'une notice sur l'auteur, par Henri-Frédéric Amiel, Sandoz, Génève 1878.